# Харолд I Енглески
Харолд I од Енглеске, познат и као Харолд Брзоноги (енг. Harefoot; око 1015 − 17. март 1040) је био енглески краљ од 1035. године до своје смрти.

## Детињство и младост
Харолд је био млађи син Кнута Великог, владара Енглеске, Норвешке и Данске и његове прве жене Елфгифе од Нортхемптона. Англосаксонска хроника извештава да они нису прави Харолдови родитељи. Флорентије од Вустера бележи да је Елфгифа желела да има сина са Кнутом, али га није могла родити те је тајно усвојила новорођено дете и претварала се да га је родила. Прави Харолдов отац је, наводно, био обућар, док је његов брат, Свен Кнутсон, био ванбрачни син неког свештеника. Поједини историчари сумњају да је ово била пропаганда друге Кнутове жене, Еме од Нормандије, која је желела да понизи своју претходницу.

## Долазак на власт
Харолдов отац умро је 12. новембра 1035. године. Према договору кога су склопили Ема од Нормандије и Кнут, Харолдов млађи полубрат, Хартакнут, требало је да га наследи. Међутим, Хартакнут није могао преузети енглеску круну јер је управо у то време Данска била у опасности од Норвешке. Магнус Добри, син протераног норвешког краља, побунио се након Кнутове смрти. Претио је и Анунд Јакоб, краљ Шведске. Због тога је Хартакнут пристао да Харолд влада Енглеском као његов вазал. Овој идеји противио се моћни великаш Годвин од Весекса. Међутим, већина других великаша била је на Харолдовој страни. Постоје неслагања око Харолдове титуле у примарним изворима (Англосаксонска хроника). У две различите верзије помиње се као регент и као савладар.
Харолд је тражио да га крунишу већ 1035. године. Међутим, Етелнот, архиепископ Кентерберија, одбио је да га крунише. Крунисање од стране архиепископа било је обавезно да би неко постао енглески краљ. Харолдове претње и подмићивања показали су се неефикасним. Харолд је прихваћен за краља на витану одржаном у Оксфорду. Његов најмоћнији присталица био је Леофрик, гроф Мерсије, а на челу опозиције стајао је Годвин од Весекса. Његова мајка Елфгифа подмићивањем је на Харолдову страну привукла неке племиће.
У почетку је Енглеска била подељена на два дела. Харолд је владао облашћу северно од Темзе. Подржавало га је локално племство. Јужне територије биле су под контролом Годвина и Еме која је владала у име одсутног Хартакнута. Годвин се, на крају, приклонио већини и променио страну пристајући уз Харолда. Ема је побегла у Бриж у Фландрији<. Харолд је постао владар читаве Енглеске. Као једини краљ, владао је од 1037. до 1040. године. Хартакнутова неактивност сведочи о слабости данске војске у овом периоду.

## Владавина
Неколико сачуваних докумената сведочи о Харолдовој владавини. Англосаксонска хроника углавном је сачувала податке из црквене историје као што су смрти и именовања нових бискупа и надбискупа. Постоји, међутим, запис о сукобу између Англосаксонаца и Велса из 1039. године. Такође 1039. године Енглеску је погодила велика олуја. Оба догађаја нису детаљно позната.
Године 1036. Елфред Етелинг, Емин син из брака са Етелредом Неспремним, вратио се у Енглеску из изгнанства у Војводству Нормандији, заједно са братом Едвардом Исповедником. Мотивација за повратак није позната. Могуће је да их је позвала Ема како би их искористила против Харолда. Према Англосаксонској хроници, Елфред је дошао у посету мајци. Годвин од Весекса, сада потпуно на Харолдовој страни, заробио је Елфреда и ослепео га на свом броду. Елфред је убрзо умро због задобијених рана. Овај догађај касније ће бити предмет сукоба између Годвина и Едварда Исповедника, Елфредовог брата.

## Смрт
Харолд је умро 17. марта 1040. године у Оксфорду. Имао је око 24 године. Сахрањен је у Вестминстерској опатији. Хартакнут и његова мајка допловили су у Енглеску 17. јуна 1040. године са флотом од само 62 брода. Хартакнут, иако позван да преузме престо, дошао је у Енглеску као освајач. Ипак, и након преузимања енглеске круне, Хартакнут је остао да влада из Данске. Разлог за то вероватно је опасност од Магнуса Доброг који је претио из Норвешке. Харолд је непосредно пред своју смрт убио Алфреда Етелинга, млађег Хартакнутовог брата (Кнутовог и Еминог сина). Уз одобрење Харолдових бивших службеника, његово тело је ексхумирано и одсечена му је глава. Тело му је бачено у Темзу. Харолдово тело из реке су извадили рибари. Данци су га сахранили у Лондону.

## Породично стабло
|  |                            |  |  |  |  |  |  |  |  |  |  |  |  |  |  |  |
|  | 2. Кнут Велики             |  |  |  |  |  |  |  |  |  |  |  |  |  |  |  |
|  |                            |  |  |  |  |  |  |  |  |  |  |  |  |  |  |  |
|  |                            |  |  |  |  |  |  |  |  |  |  |  |  |  |  |  |
|  | 1. Харолд I од Енглеске    |  |  |  |  |  |  |  |  |  |  |  |  |  |  |  |
|  |                            |  |  |  |  |  |  |  |  |  |  |  |  |  |  |  |
|  |                            |  |  |  |  |  |  |  |  |  |  |  |  |  |  |  |
|  | 3. Елфгифа од Нортхемптона |  |  |  |  |  |  |  |  |  |  |  |  |  |  |  |
|  |                            |  |  |  |  |  |  |  |  |  |  |  |  |  |  |  |
|  |                            |  |  |  |  |  |  |  |  |  |  |  |  |  |  |  |